# 阿努维尔莱芒特
阿努维尔莱芒特（法語：Arnouville-lès-Mantes，法語發音：[aʁnuvil lɛ mɑ̃t]）是法国伊夫林省的一个市镇，属于芒特拉若利区。

## 地理
阿努维尔莱芒特（48°54'37"N, 1°43'48"E）面积9.98 平方千米，位于法国法蘭西島大區伊夫林省，该省份为法国北部内陆省份，北起瓦兹河谷省，西接厄尔省，西南接厄尔-卢瓦省，东南接埃松省，东临上塞纳省。
与阿努维尔莱芒特接壤的市镇（或旧市镇、城区）包括：布勒伊-布瓦罗贝尔、古松维尔、盖维尔、罗赛、圣马丹德尚、塞普特伊、维莱特。

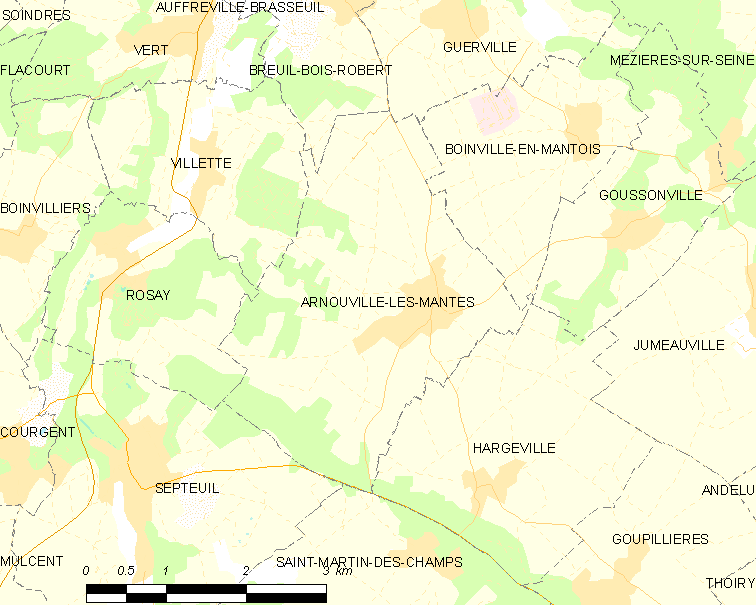
阿努维尔莱芒特的OSM定位图

阿努维尔莱芒特的时区为UTC+01:00、UTC+02:00（夏令时）。

## 行政
阿努维尔莱芒特的邮政编码为78790，INSEE市镇编码为78020。

## 政治
阿努维尔莱芒特所属的省级选区为塞纳河畔博尼耶尔县。

## 人口

1962-2008年间阿努维尔莱芒特人口变化图示

阿努维尔莱芒特于2022年1月1日时的人口数量为940人。